# Bajo un mismo rostro
Bajo un Mismo Rostro (no Brasil: A Força de Uma Mulher) é uma telenovela mexicana produzida pela Televisa e exibida entre 17 de abril e 1 de setembro de 1995. 
A trama é protagonizada por Christian Bach, Alfredo Adame e Saúl Lisazo e antagonizada por Carlos Cámara, Roberto Blandón e Nuria Bages.

## Exibição

### No México
Foi reprisada pela primeira vez pelo canal TLNovelas entre 15 de setembro de 1997 a 30 de janeiro de 1998.
Foi reprisada pelo TLNovelas de 6 de janeiro a 20 de março de 2020, substituindo Alma de hierro e sendo substituída por La doble vida de Estela Carrillo.

### No Brasil
Foi Exibida no Brasil pela CNT entre 02 de junho a 29 de agosto de 1997 com o título de A Força De Uma Mulher.

### Em Portugal
Foi exibida em Portugal pela RTP1 entre 05 de março a 31 de maio de 1996 com o título de Rosto De Mulher.

## Sinopse
Irene Saldivar é uma bela e rica mulher, que sofre um choque emocional depois da morte de seu pai e seu irmão. Quando se recupera, Irene viaja para a Grécia juntamente com a sua querida babá Rosario para se libertar das más recordações. Durante a sua viagem, a jovem conhece Alexis Theodorakis, um rico empresário grego pelo qual se apaixona perdidamente. Ambos decidem se casar sem saber que Carlos Gorostiaga, o administrador da fortuna de Irene, tem outros planos para eles.
Carlos, que é encarregado das finanças de Melchor Saldívar, o falecido pai de Irene, e agora dirige a fortuna da jovem, que o considera um homem honesto e de confiança. Mas a realidade é diferente, pois Carlos é um homem ambicioso e sem escrúpulos que, diante a sua esposa Luciana e a própria Irene, finge ser uma boa pessoa. Apesar disso, Carlos trabalha com Alejandro Roldán; e os dois seduzem mulheres ricas para depois as matarem e ficarem com a fortuna delas.
Alejandro é tão malvado como Carlos; e vive em Morelia com a sua esposa Laura, que o ama obsessivamente e que também é cúmplice de seus crimes. Eles também vivem com seu filho Ramiro, que desconhece por completo as atividades de seus pais. Ramiro lamenta a ausência de seu pai e que ela queira controlar o seu futuro, pois seu pai quer obrigá-lo a trabalhar com ele nos negócios familiares, mas ele quer ser músico.
Carlos e Alejandro planejam a morte de Alexis para que logo Alejandro seduza Irene. O propósito deles corre bem quando Alexis morre em uma explosão. Irene, que está grávida de Alexis, retorna desconsolada a México e recebe a ajuda de Diego Covarrubias, o médico que atendeu seu pai e seu irmão quando morreram.
Ambos se apaixonam, mas aparecem novos obstáculos: Estelita, a filha de Diego, que está demasiado apegada à lembrança de sua falecida mãe Magdalena, e nega que outra mujer ocupe seu lugar. Além disso, Irene descobre que sua amiga Carolina sempre esteve apaixonada por Diego e decide se afastar para deixar seu lugar para ela, pois Carolina tem câncer e tem pouco tempo de vida.

## Elenco
- Christian Bach - Irene Saldívar de Teodorakis
- Alfredo Adame - Diego Covarrubias
- Saúl Lisazo - Alexis Teodorakis
- Carlos Cámara - Carlos Gorostiaga
- Magda Guzmán - Rosario
- Rosario Gálvez - Luciana de Gorostiaga
- Lorena Rojas - Carolina Zurbarán
- Luis Aguilar - Padre Tomás
- Ernesto Alonso - Melchor Saldívar
- Nuria Bages - Laura de Roldán
- Roberto Blandón - Alejandro Roldán
- Anthony Álvarez - Padre Lorenzo
- Aurora Clavel - Lupita
- Tomás Goros - Renato
- Virginia Gutiérrez - Esther de Zurbarán
- Josafat Luna - Franco Rosetti
- Marifer Malo - Estelita Covarrubias
- Ramón Menéndez - Andrés Ballesteros
- Raquel Olmedo - Cassandra Teodorakis
- Frances Ondiviela - Melisa Papandreu
- Ramiro Orci - Arnulfo
- David Ostrosky - Rubén Montesinos
- Rodrigo Oviedo - Ramiro Roldán
- Fabián Robles - Teo
- Mayra Rojas - Sandra Carballido
- Isabel Salazar - Ana María
- Roberto Sen - Cristóbal
- Juan Soler - Marcelo Saldívar
- Silvia Suárez - Cristina Beristáin
- Sergio Sánchez - Héctor Kazan

### Participações especiais
- Manuel Ojeda - Dr. Santillán
- Ernesto Yáñez - Dr. Ramírez
- Krysta Wesche - Irene
- Ramiro Torres - Marcelo
- Luis Couturier - Vicente
- Alejandra Procuna - Sonia
- Dinorah Cavazos - Iris
- Cecilia Gabriela - Magdalena de Covarrubias
- Adriana Fierro - Florencia
- Carmelita González - Lucía
- Marco Uriel
- Guy de Saint Cyr
- Jorge Molina - Matías
- José Antonio Marroz - Dr. Frangos
- Guillermo García Cantú - Locutor
- Fernando Balzaretti
- Rodrigo Abed - Mario Contreras
- Melba Luna - Doña Chole
- Alejandro Tommasi - Manuel Gorostiaga
- Adriana Barraza - Silvana
- Rolando de Castro
- José María Calvario
- Blas García - Isidro
- Humberto Zurita - Sebastián Obregón
- Roberto Ballesteros - César
- María Eugenia Ríos - Madre Esperanza
- José Roberto Hill - Ralph

## Prêmios e indicações

### Prêmios TVyNovelas 1996
| Categoria       | Indicado(a)                    | Resultado |
| --------------- | ------------------------------ | --------- |
| Melhor produção | Christian Bach Humberto Zurita | Venceu    |